# Tesoro de los megarenses (Olimpia)
El Tesoro de los megarenses (en griego antiguo: Θησαυρὸς τῶν Μεγαριτῶν, romanizado: Thēsauros tōn Megaritōn), también conocido como Tesoro XI, fue un antiguo tesoro en Olimpia, Grecia. Fue construido por la ciudad de Mégara. Las ruinas del tesoro se encuentran en el yacimiento arqueológico de Olimpia, declarada Patrimonio de la Humanidad por la Unesco.

## Historia
El Tesoro se construyó en el época arcaica alrededor del año 525 a. C., aunque se sugiere que ya se había edificado en torno al año 570 a. C. y que la decoración escultórica se añadió más tarde, hacia el 510 a. C.

## Descripción

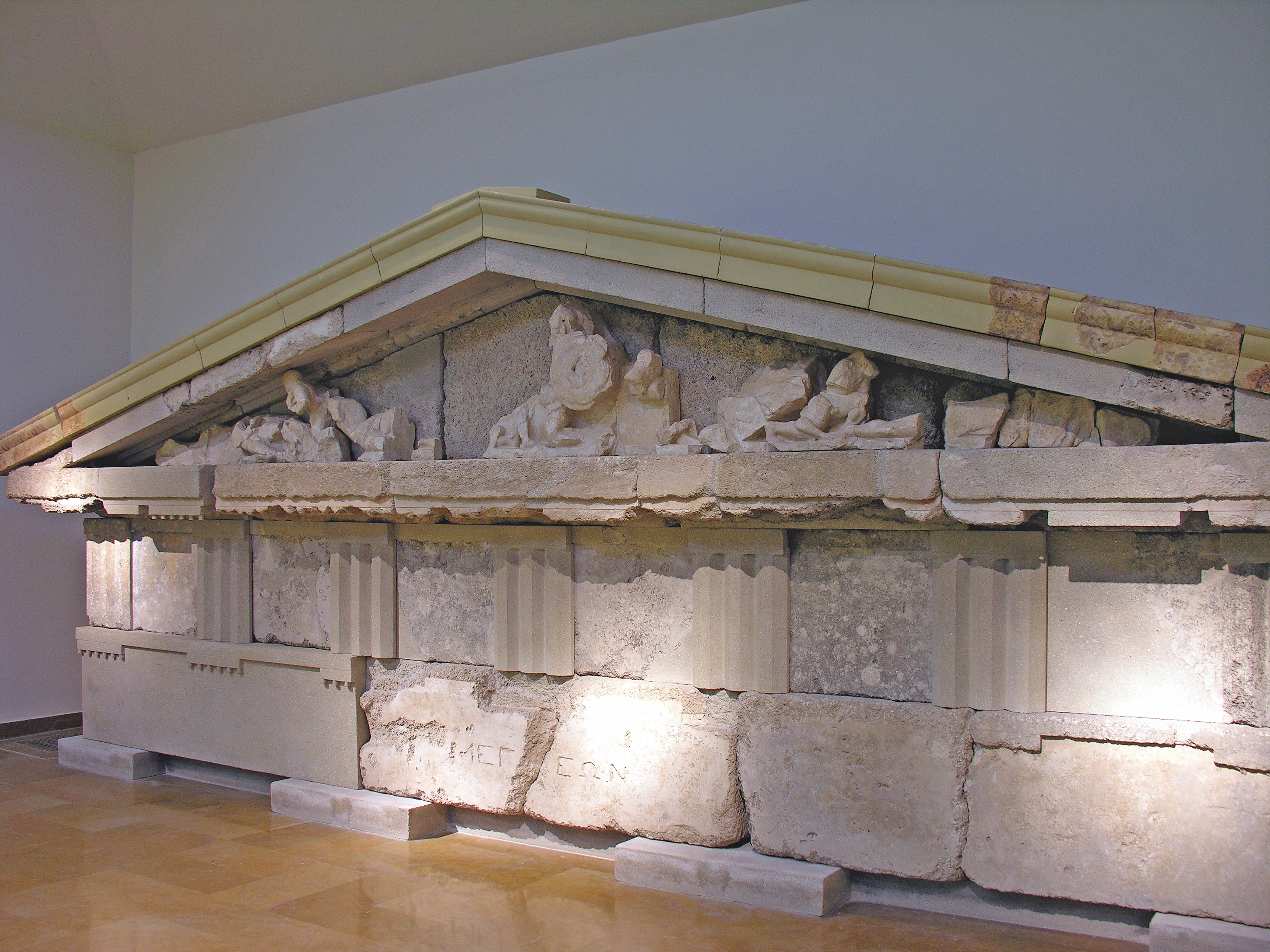
Partes supervivientes de las esculturas del frontón que representan una gigantomaquia en el tesoro de Mégara. Museo Arqueológico de Olimpia.

Era una de los muchos tesoros de Olimpia, construidas en hilera en el flanco norte del santuario, en la ladera sur del monte Kronios, entre Ninfeo y Estadio. El Tesoro de los megarenses era el undécimo de ellos, orientado hacia el oeste y el segundo hacia el este. En su lado oeste estaba el Tesoro de los metapontinos y en su lado este el Tesoro de los gelanos.
El Tesoro era un pequeño templo in antis, con dos columnas (dístilo in antis) entre los muros del  pronaos, construido en estilo dórico 
La cella del edificio medía 6,2 metros de ancho y 13,2 metros de largo. La fachada daba al sur. La decoración escultórica del frontón del tesoro representaba una gigantomaquia. Las partes supervivientes de las esculturas se encuentran en el Museo Arqueológico de Olimpia.